# مارسلو ویگاندت
مارسلو ویگاندت (انگلیسی: Marcelo Weigandt؛ زادهٔ ۱۱ ژانویهٔ ۲۰۰۰) بازیکن فوتبال اهل آرژانتین است.
از باشگاه‌هایی که در آن بازی کرده‌است می‌توان به اشاره کرد.
وی همچنین در تیم‌های ملی فوتبال Argentina national under-17 football team و زیر ۲۰ سال آرژانتین بازی کرده‌است.